# Анне Софі фон Оттер
Анне Софі фон Оттер (9 травня 1955, Стокгольм, Швеція) — шведська оперна співачка (мецо-сопрано). У її репертуарі є пісні, опери, ораторії, а також рок і поп-пісні.

## До життєпису
Народилася в родині дипломата Ґорана фон Оттера, росла в Стокгольмі, Бонні та Лондоні. Закінчила Гілдголську школу музики та театру, після чого стажувалася у Відні, в Еріка Верби. У 1982 році дебютувала у Базельській опері, в 1985 році — на сцені лондонського Ковент-Гардену, 1987-го — в Міланському Ла Скала, 1988-го — Метрополітен-опера в Нью-Йорку, 1994-го — Віденській державній опері, згодом виступала в інших оперних театрах всього світу.
Учасниця міжнародних фестивалів у Зальцбурзі, Екс-ан-Провансі, Лондоні та Люцерні. До репертуару виконавиці входять твори Монтеверді, Перселла, Глюка, Моцарта, Белліні, Россіні, Массне, Бізе, Дебюссі, Равеля, Бартока, Ріхарда Штрауса, Стравинського. Давала концерти в ораторіальному та камерному жанрах, в руслі автентичного виконавства. Від початку 2000-х років виступає з програмами джазової музики.

## Дискографія
Вибіркові альбоми

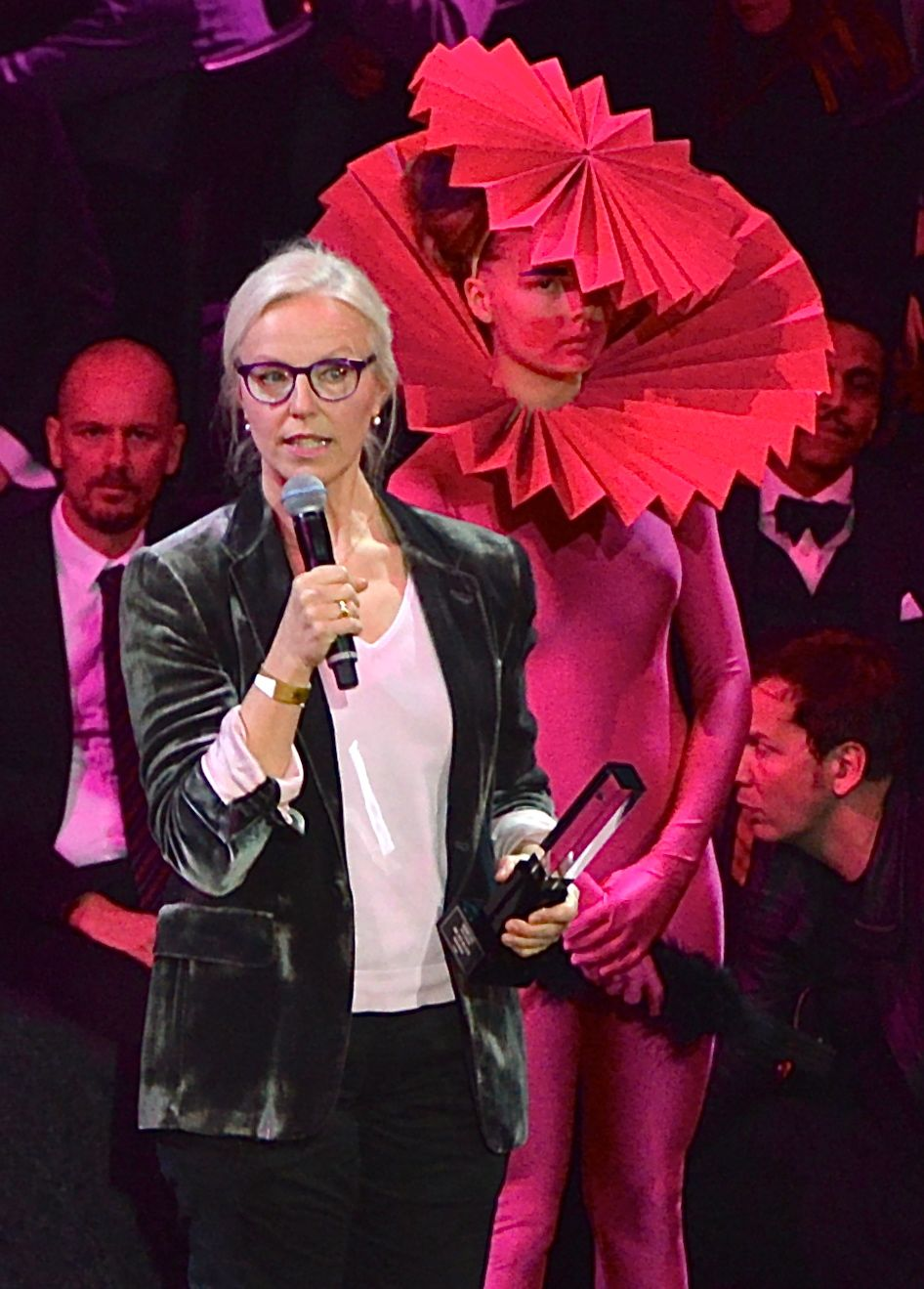
Анне Софі фон Оттер, 2013

(Найвищі позиції в Sverigetopplistan, національному чарті Швеції)
| Рік  | Альбом                                                           | Пікова позиція | Пікова позиція | Пікова позиція | Пікова позиція |
| Рік  | Альбом                                                           | SWE            | GER            | NED            | NOR            |
| ---- | ---------------------------------------------------------------- | -------------- | -------------- | -------------- | -------------- |
| 1993 | Grieg Songs (DG)                                                 | 46             | –              | –              | –              |
| 1994 | Speak Low                                                        | 25             | –              | –              | –              |
| 1999 | Home for Christmas                                               | 16             | –              | 72             | –              |
| 2001 | For the Stars (Anne Sofie von Otter meets Elvis Costello)        | 25             | 59             | 80             | 33             |
| 2006 | I Let the Music Speak                                            | 13             | –              | 63             | –              |
| 2006 | Noël (Anne Sofie von Otter & Bengt Forsberg)                     | 59             | –              | –              | –              |
| 2007 | Terezín / Theresienstadt (Anne Sofie von Otter / Bengt Forsberg) | 56             | –              | –              | –              |
| 2010 | Ombre de mon amant                                               | 32             | –              | –              | –              |
| 2010 | Love Songs (Anne Sofie von Otter / Brad Mehldau)                 | 34             | –              | –              | –              |
| 2013 | Douce France                                                     | 58             | –              | –              | –              |